# Sophie Ingle
Sophie Ingle (Llandough, 2 september 1991) is een voetbalspeelster uit Wales. Ze speelt als verdediger en middenvelder voor Bristol City in het Championship. Daarvoor kwam Ingle meer dan honderd wedstrijden uit voor Chelsea FC in de Super League.

## Clubcarrière
Ingle begon haar voetbalcarrière in een jongensteam van Vale Wanderers. Ze speelde hier tot haar twaalfde, totdat ze door de regels van de Welshe voetbalbond niet meer speelgerechtigd was. Na een jaar niet te hebben gevoetbald, volgden voor Ingle periodes in een meidenteam van Wales Wanderes en bij Dinas Powys Ladies. Als tiener maakte ze de overstap naar Cardiff City.
Na een periode bij het reserveteam te hebben gespeeld, brak Ingle in het seizoen 2007/08 door in de hoofdmacht van Cardiff City. Ze won tweemaal de Welshe beker. Voorafgaand aan het seizoen 2012 maakte ze de overstap naar de Londense club Chelsea FC.
Op 11 maart 2012 volgde haar debuut voor Chelsea in een wedstrijd tegen Brighton & Hove Albion in de FA Cup, die met 3-0 gewonnen werd.
Door hoofdtrainer Matt Beard werd Ingle als centrale verdediger ingezet en op die positie verloor ze met haar ploeg de FA Cup finale tegen Birmingham City.
In februari 2014 verliet Ingle Chelsea om bij het dichter bij huis gelegen Bristol Academy te gaan spelen. Ze groeide uit tot aanvoerster, maar wist haar ploeg niet van degradatie te behoeden in het seizoen 2015. Ingle werd een transferdoelwit van meerdere clubs en besloot om een dienstverband aan te gaan bij Liverpool in december 2015.
Ingle keerde in juni 2018 na vijf jaar absentie terug bij Chelsea, waarvoor ze een tweejarig contract tekende.
In november 2023 verbrak Ingle het record van meeste Super League optredens door haar 184ste wedstrijd tegen spelen.
Tijdens een vriendschappelijke wedstrijd in de voorbereiding tegen Feyenoord liep Ingle op 7 september 2024 een kruisbandblessure op waardoor ze het volledige seizoen 2024/25 miste. Op 9 mei 2025 werd bekend dat Ingle na 214 optredens Chelsea ging verlaten nadat haar contract afliep.
Op 8 augustus 2025 werd bekend dat Ingle na tien jaar terugkeerde bij Bristol City, actief in het Championship.

## Statistieken
| Seizoen | Club            | Land     | Competitie   | Wedstrijden | Doelpunten |
| ------- | --------------- | -------- | ------------ | ----------- | ---------- |
| 2012    | Chelsea FC      | Engeland | Super League | 13          | 0          |
| 2013    | Chelsea FC      | Engeland | Super League | 9           | 0          |
| 2014    | Bristol Academy | Engeland | Super League | 13          | 1          |
| 2015    | Bristol Academy | Engeland | Super League | 14          | 1          |
| 2016    | Liverpool       | Engeland | Super League | 16          | 0          |
| 2017    | Liverpool       | Engeland | Super League | 8           | 0          |
| 2017/18 | Liverpool       | Engeland | Super League | 18          | 0          |
| 2018/19 | Chelsea FC      | Engeland | Super League | 14          | 0          |
| 2019/20 | Chelsea FC      | Engeland | Super League | 15          | 4          |
| 2020/21 | Chelsea FC      | Engeland | Super League | 18          | 0          |
| 2021/22 | Chelsea FC      | Engeland | Super League | 19          | 0          |
| 2022/23 | Chelsea FC      | Engeland | Super League | 21          | 2          |
| 2023/24 | Chelsea FC      | Engeland | Super League | 14          | 0          |
| 2024/25 | Chelsea FC      | Engeland | Super League | 0           | 0          |
| 2025/26 | Bristol City    | Engeland | Super League | 0           | 0          |
| Totaal  | Totaal          | Totaal   | Totaal       | 192         | 18         |

Laatste update: 13 augustus 2025

## Interlandcarrière
Ingle maakte haar debuut voor de Welshe nationale ploeg in een met 2-1 verloren kwalificatieduel tegen Azerbeidzjan in Bakoe op 2 oktober 2009.
In december 2011 werd Ingle opgenomen in de selectie van het Britse olympisch elftal voor op de Olympische Zomerspelen 2012. Ingle speelde haar vijftigste interland voor Wales in een 1-1 gelijkspel tegen Schotland in Dumfries.
Ingle werd door bondscoach Jayne Ludlow benoemd tot aanvoerster voor op de Istrië Cup als vervangster van Jessica Fishlock die was afgehaakt.
Op 22 september 2020 speelde Ingle haar honderdste interland in een wedstrijd tegen Noorwegen tijdens de kwalificatiereeks voor het EK 2021. Op 27 mei 2021 werd Ingle als enige Welshe speelster opgenomen in de Britse selectie voor op de Olympische Zomerspelen 2020.
In april 2024 stopte Ingle als aanvoerder na negen jaar de band te hebben gedragen.
Ondanks dat ze geen wedstrijden speelde in het seizoen 2024/25, vanwege haar kruisbandblessure, werd Ingle opgenomen in de Welshe selectie voor op het EK 2025.